# Villarreal CF (női csapat)
A Villarreal CF női labdarúgó szakosztályát 2000-ben hozták létre. A spanyol első osztály tagja.

## Klubtörténet
A harmadosztályban kezdték meg működésüket, de átütő eredményeket nem sikerült elérniük. A liga 2005-ös átalakítását követően pedig a területi bajnokságban szerepeltek egészen 2010-ig.
Az elkövetkezendő szezonokban a középmezőnyben foglaltak helyet, végül a 2020–2021-es pontvadászatban első helyen végeztek csoportjukban, amivel kivívták az élvonalbeli lehetőséget.

## Játékoskeret
2021. augusztus 25-től
| #  |     | Poszt | Név              |
| -- | --- | ----- | ---------------- |
| 1  | ESP | K     | Elena de Toro    |
| 13 | MEX | K     | Pamela Tajonar   |
| 25 | ESP | K     | Carmen Carbonell |
| 2  | ROM | V     | Olivia Oprea     |
| 4  | ESP | V     | Irene Miguélez   |
| 5  | VEN | V     | Yenifer Giménez  |
| 15 | CHI | V     | Francisca Lara   |
| 18 | ESP | V     | Paola Soldevila  |
| 22 | ESP | V     | Lara Mata        |
| 24 | ESP | V     | Albeta           |
| 8  | ESP | KP    | Sara Medina      |
| 6  | ESP | KP    | María Cienfuegos |
| 11 | ESP | KP    | Salma Paralluelo |

| #  |     | Poszt | Név             |
| -- | --- | ----- | --------------- |
| 12 | ESP | KP    | Zaïra Flores    |
| 16 | ESP | KP    | Bea Prades      |
| 20 | ESP | KP    | Ainoa Campo     |
| 23 | ESP | KP    | Sara Martínez   |
| 7  | ESP | CS    | Laura Royo      |
| 9  | ESP | CS    | Sheila Guijarro |
| 10 | ESP | CS    | Raquel Pinel    |
| 14 | ESP | CS    | Nerea Pérez     |
| 17 | AND | CS    | Teresa Morató   |
| 19 | ESP | CS    | Belén Martínez  |
| 21 | ESP | CS    | Estefanía Lima  |
| 26 | ESP | CS    | Marta Querol    |
| 27 | ESP | CS    | Vera Rico       |